# Franz Xaver Dressler
Franz Xaver Dressler (Ústí nad Labem, 1898 – Regensburg, 1981) Erdélyben működő zeneszerző, orgonista és karmester.

## Pályafutása
Egyházzenei tanulmányait Lipcsében végezte. Tanárai között volt Max Reger és Karl Straube (orgona), akinek a javaslatára megpályázta a Nagyszebeni plébánia kántori és orgonistai állását, amit meg is kapott, és ahol 1922-ben megkezdte pályafutását.
1922-ben megalapította a Brukenthal Líceum fiúkórusát, 1931-ben a Bach Kórust és 1943-ban a Nagyszebeni Filharmonikus Zenekart.
1955-től 1976-ig a kolozsvári Evangélikus Teológiai Karon tanított.
Dieter Acker mentora volt.
1978-ban az NSZK-ba emigrált.

## Művei
- Ein Jüngling liebt ein Mädchen
- Cantica humana (1964) (oratórium szóló kvartettre, kórusra és zenekarra)
- Wie schön leuchtet der Morgenstern
- Jasminstrauch (ének és zongora)
- Kontrapunktische Choralvorspiele: Nun preiset alle
- Kontrapunktische Choralvorspiele: Ringe recht
- Kontrapunktische Choralvorspiele: Wie schön leuchtet der Morgenstern
- Rapsodie pentru orchestră (1977)
- Vier Motetten für gemischten Chor a capella (vegyeskarra)
- Wenn ich mit Menschen- und mit Engelszungen redete (vegyeskarra)

## Fordítás
- Ez a szócikk részben vagy egészben  a   Franz Xaver Dressler című román Wikipédia-szócikk ezen változatának fordításán alapul.  Az eredeti cikk szerkesztőit annak laptörténete sorolja fel. Ez a jelzés csupán a megfogalmazás eredetét és a szerzői jogokat jelzi, nem szolgál a cikkben szereplő információk forrásmegjelöléseként.

## Hangfelvételek
- Recital de orga (orgonistaként),  – Youtube.com, Közzététel: 2016. júl. 7.